# Georg Friedrich Händel
Georg Friedrich Händel (Engels: George Frideric Handel) (Halle an der Saale, 23 februari 1685 – Londen, 14 april 1759) was een Duits-Britse barokcomponist. Händel schreef veel muziek-dramatische werken: 42 opera's, 29 oratoria, meer dan 120 cantates, trio's en duetten. Dat komt overeen met ongeveer 2000 aria's. Verder Engelse, Duitse, Italiaanse en Latijnse kerkmuziek, serenades en odes. Onder zijn instrumentale werken vallen de orgelconcerten, concerti grossi, ouvertures en kamermuziek zoals fluit-, hobo- en vioolsonates en werken voor klavecimbel en orgel.
Samen met Johann Sebastian Bach, die in hetzelfde jaar (1685) werd geboren, wordt Händel als een van de grootste componisten van zijn tijd gezien. Händel componeerde in totaal meer dan 610 werken, waarvan vele nog steeds worden uitgevoerd.

## Biografie

### Jeugd en opleiding

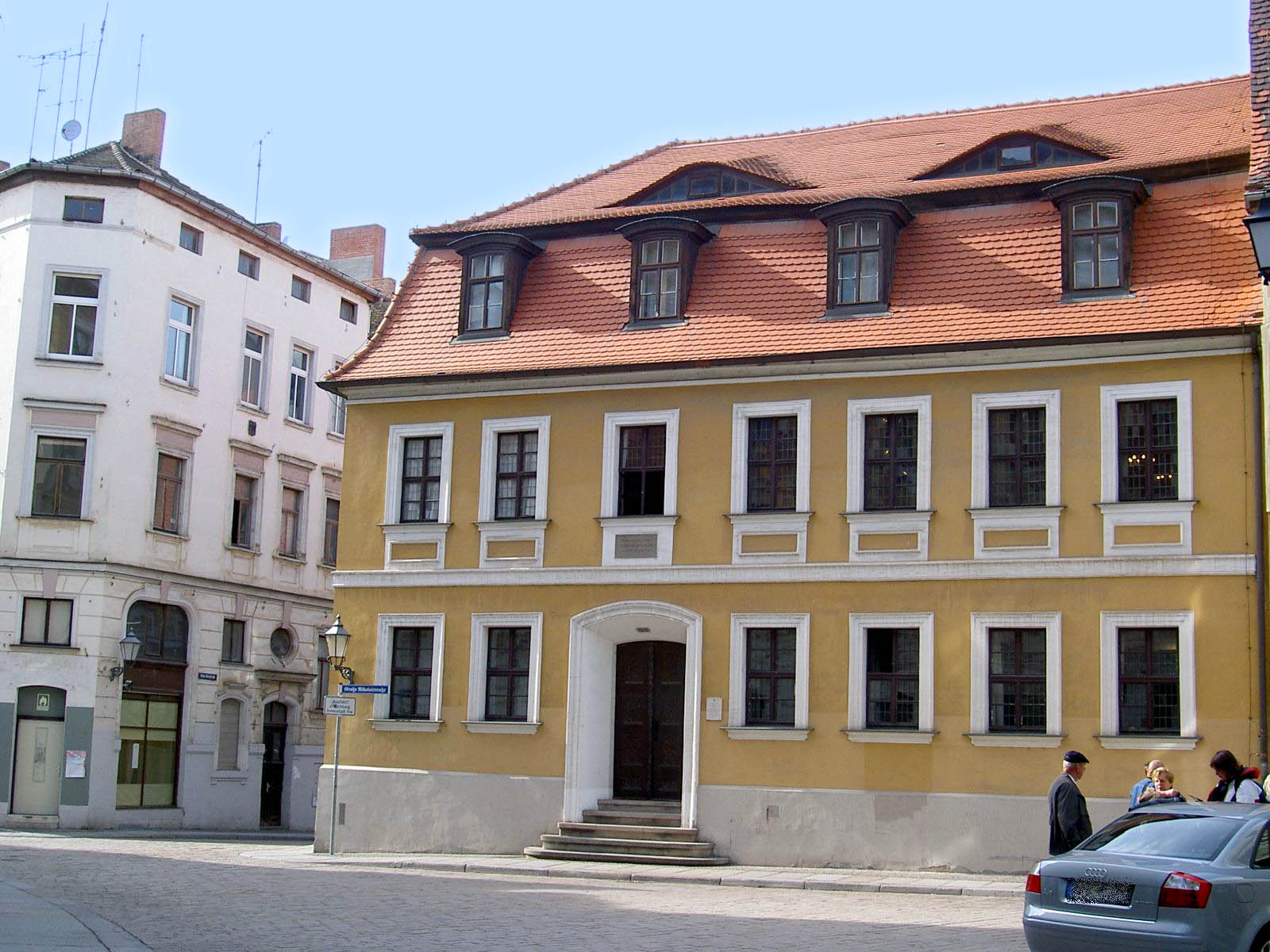
Het geboortehuis van Händel in Halle

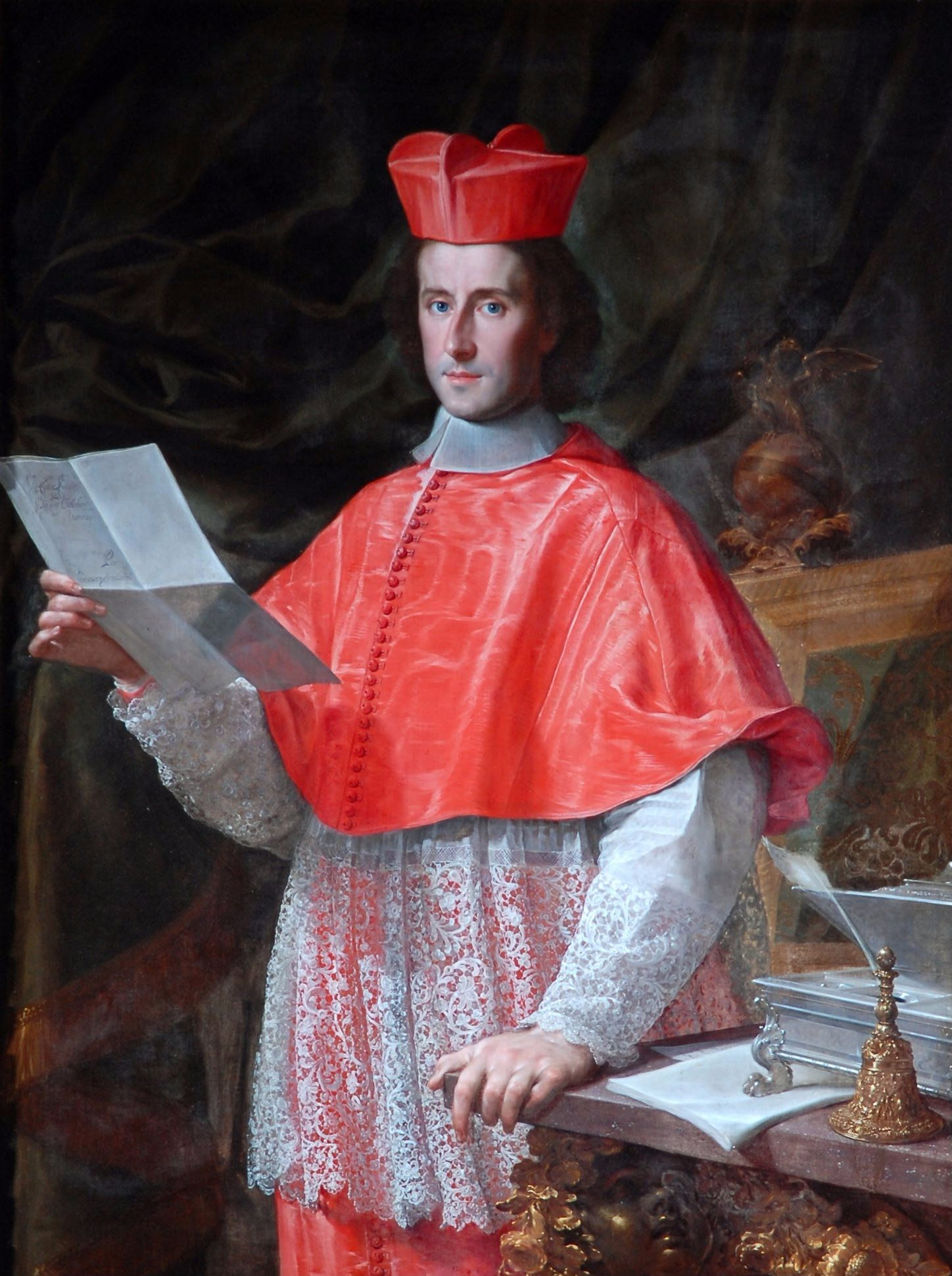
Pietro kardinaal Ottoboni, portret door Francesco Trevisani. Bowes Museum, Durham, Engeland

In tegenstelling tot Bach stamde Händel niet uit een muzikale familie. De Händels waren welgestelde ambachtslieden: grootvader Valentin Händel was kopersmid en zijn vader Georg Händel was zijn loopbaan als barbier begonnen en bracht het tot vorstelijk Saksisch en keurvorstelijk Brandenburgs kamerdienaar en lijfchirurg.
Georg Friedrich was de zoon van Georg Händel en diens tweede vrouw Dorothea Taust, dochter van de dominee van de voorstad Giebichenstein. Ten tijde van de geboorte van Georg Friedrich was Georg 63 en Dorothea 35. Hun eerste zoon was een jaar eerder geboren, maar kort daarna gestorven; na Georg Friedrich kreeg het echtpaar nog twee dochters. Uit het eerste huwelijk overleefde zijn halfbroer Carl, die het beroep van hun vader overnam en zich als arts aan het Saksische hof te Weißenfels vestigde.

Al vroeg openbaarde zich bij Händel talent en belangstelling voor de muziek. Zijn vader verzette zich aanvankelijk tegen deze neiging, maar Händel oefende stiekem. Een bezoek aan Weißenfels was doorslaggevend, toen hertog Johan Adolf hem – een kind van amper acht – hoorde spelen. Door toedoen van de hertog kreeg Händel een muziekopleiding bij Friedrich Zachau, een organist in Halle. Op zijn zestiende, in 1701, genoot Händel al grote faam als organist en kwam de vier jaar oudere Telemann naar Halle om "de toen al belangrijke Hrn. Georg Fr. Händel" te leren kennen. In 1702 liet hij zich inschrijven als student rechten, zoals zijn vader had gepland. Händel kreeg een betrekking aan de gereformeerde domkerk van Halle. Daar hoefde hij niet veel meer te doen dan de gemeentezang te begeleiden. Na een jaar hield Händel het voor gezien. In 1703 gaf hij zijn studie en baantje op en trok hij in z'n eentje naar Hamburg. Daar vond hij een betrekking als tweede violist in het Theater am Gänsemarkt. In die stad leerde hij Reinhard Keiser, Johann Mattheson en Christoph Graupner kennen.

### Italië
In de winter van 1703–1704 ontmoette Händel Gian Gastone de' Medici in Hamburg. Andere auteurs stellen in navolging van Händels eerste biograaf John Mainwaring dat het diens broer prins Ferdinando de' Medici was die Händel uitgenodigd zou hebben voor een bezoek aan Florence. Van de muziekliefhebber en zanger Ferdinando is niet bekend dat hij ooit Hamburg bezocht. (Van Gian Gastone is bekend dat hij in juni 1705, zonder echtgenote, voor een jaar terugkeerde naar Florence.) Vast staat dat Händel in Florence en Pratolino componisten, zangers en de librettist Antonio Salvi ontmoet heeft. Hij heeft er de opera Rodrigo geschreven en naar alle waarschijnlijkheid een van de vele instrumenten bespeeld, voorlopers van de piano forte, in het bezit van Ferdinando die door Bartolomeo Cristofori waren ontwikkeld.
Waarschijnlijk bereikte Händel Florence in de herfst van 1706, om voor het einde van dat jaar Rome te bereiken. De Romeinse kroniekschrijver Francesco Valesio noteert op 14 januari 1707 "In deze stad kwam een Saks aan die een uitstekend klavecimbelspeler en componist is, en die vandaag zijn bekwaamheid toonde op het orgel van de kerk van Sint-Jan [van Lateranen]". In opdracht van kardinaal Benedetto Pamphilj en markies Francesco Ruspoli schreef hij verscheidene cantatas en het oratorium Il trionfo del tempo e del disinganno.

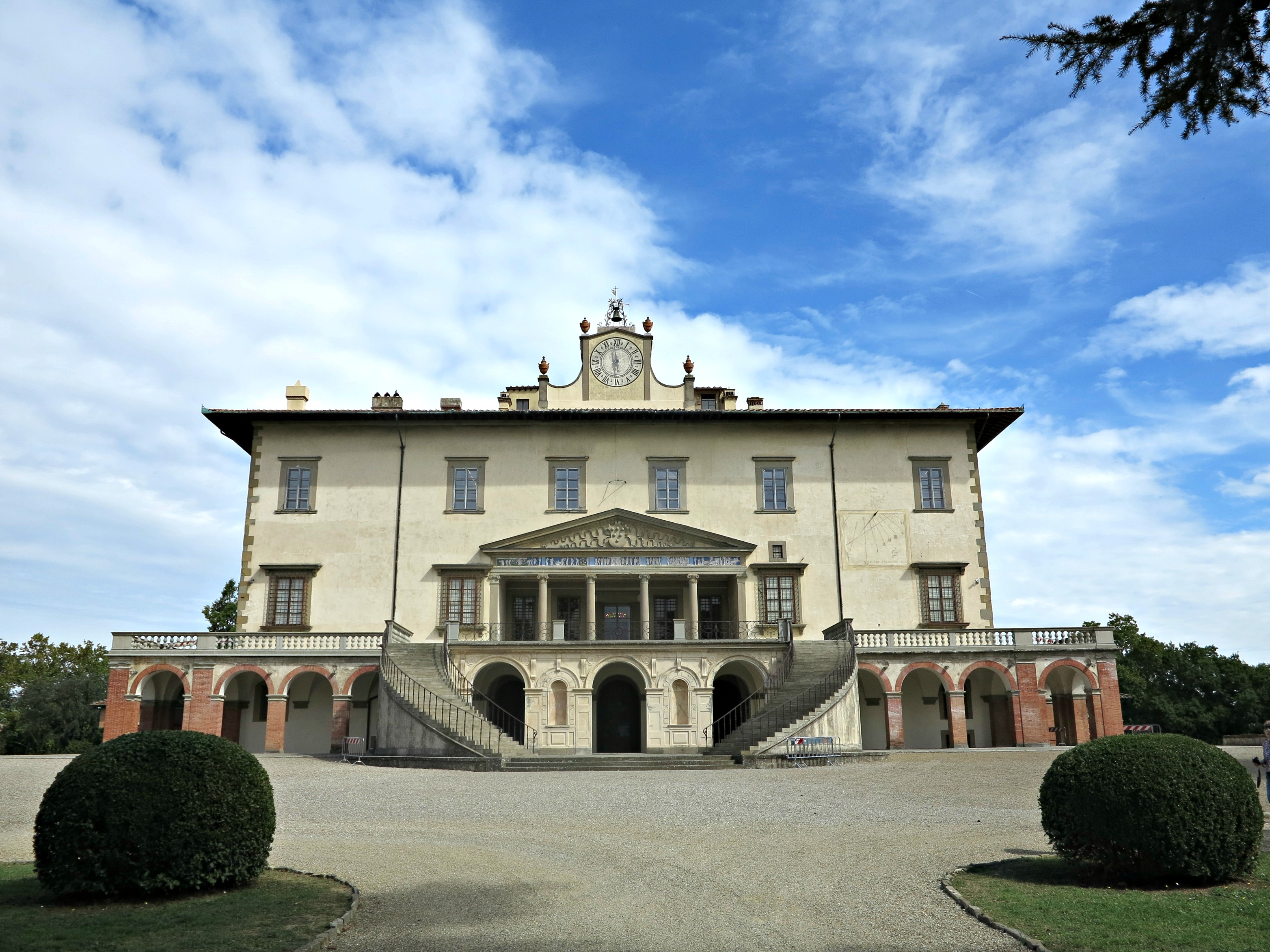
Villa de' Medici in Pratolino

Deze compositie werd uitgevoerd door Arcangelo Corelli op een van de wekelijkse en arcadische bijeenkomsten in het paleis van Ruspoli. Händel schreef voor Ruspoli minstens nog vijftig cantates en kreeg daarnaast opdrachten van de kunstminnaar kardinaal Pamphilj, Carlo Colonna en kardinaal Ottoboni. In de salons ontmoette hij bovendien Alessandro Scarlatti en diens zoon Domenico Scarlatti, die even oud was als Händel. De beide jongelieden hielden een wedstrijd in improvisatie: Händel won op het orgel. In Napels componeerde hij de serenata Aci, Galatea e Polifemo voor het huwelijk van hertog van Alvito (1708). In 1709 logeerde Händel in Venetië bij Vincenzo Grimani en componeerde hij de opera Agrippina voor het beroemde carnaval. Dit werk, met vermoedelijk zijn beste libretto, afkomstig van kardinaal Grimani en eigenaar van het theater San Giovanni Grisostomo, beleefde 27 opvoeringen en Il caro Sassone werd door het uitbundige publiek toegejuicht.
Agrippina was zijn laatste werk in Italië. Het carnavalseizoen voor de opera eindigde op 4 maart 1710, en op 9 maart had hij Innsbruck al verlaten op zijn terugreis naar het noorden.
Het is niet precies duidelijk welk doel Händel nastreefde met zijn Italiëreis. Drie en een half jaar is veel te lang voor een eenvoudige bezoeker met een interesse in Italiaanse cultuur en monumenten. Hij stelde zichzelf voor als een heer van stand, niet als een beroepsmuzikant op zoek naar een aanstelling, en werd vergezeld door een bediende: misschien een secretaris. Hij wilde ook beschouwd worden als een klavecimbelspeler; als zijn hoofdinteresse opera was geweest, zou hij niet zo lang in Rome hebben vertoefd (waar de opera gesloten was) en langer in Venetië of Napels. Misschien zocht hij een betrekking als virtuoso bij een vorst of edelman; een betrekking als kapelmeester botste met zijn strikt Luthers geloof. Wel is zeker dat het rechtstreekse contact met Italiaanse muziek het werk en de ontwikkeling van Händel sterk heeft beïnvloed. Hij vormde er zijn eigen stijl en bracht een schat van ideeën mee: onderwerpen van libretto's, "ouderwetse" ritornello's in arias, het genre concerto grosso, en veel favoriete thema's die hij later zou hergebruiken of parafraseren.

### Londen

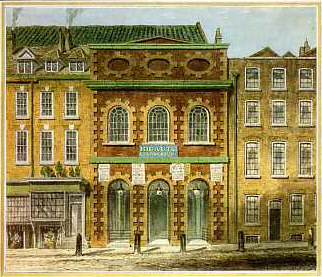
Queen's Theatre op Haymarket door William Capon

In 1710 werd Händel hofkapelmeester in Hannover door bemiddeling van Ernst August II van Hannover, de jongste broer van keurvorst Georg Ludwig. Aan het einde van dat jaar reisde hij voor het eerst naar Londen. Onderweg bracht hij een bezoek aan Johan Willem van de Palts in Düsseldorf en diens vrouw Anna Maria Luisa de' Medici. In Londen werd zijn opera Rinaldo – inderhaast geschreven – een ongeëvenaard succes. Langer weggebleven dan de bedoeling was, reisde hij naar Hannover, maar bleef vast van plan zo snel mogelijk terug te keren.
Het is niet uitgesloten dat de vorst diplomatieke bijbedoelingen had door zijn kersverse kapelmeester zo gemakkelijk naar Londen te laten vertrekken. In 1701 had het Britse Parlement de Act of Settlement aangenomen om te vermijden dat na het kinderloos overlijden van Anna Stuart, op dat moment de troonopvolger, een katholiek de troon zou kunnen bestijgen. Dit maakte Georg Ludwig, als kleinzoon van Elizabeth Stuart, tot een ernstige kandidaat voor de Britse kroon. In 1712 kreeg Händel opnieuw toestemming naar Londen te gaan.
Koningin Anna overleed in 1714 en zoals verwacht volgde Georg Ludwig haar op. Händel leek tijdens zijn verblijf in Londen weliswaar politieke standpunten te ondersteunen die tegen die van Hannover ingingen, met name door zijn steun aan de Vrede van Utrecht in de compositie Utrecht Te Deum and Jubilate; maar hij werd al gauw door het nieuwe hof aanvaard en genoot vooral veel steun van de zoon en schoondochter van de koning, de nieuwe prins en prinses van Wales.
Aanvankelijk woonde Händel in Barnes bij Mr Andrews, vervolgens bij Richard Boyle, de derde graaf van Burlington, slechts 18 jaar oud en onvoorstelbaar rijk. Voor deze architect en kunstliefhebber schreef Händel Amadigi di Gaula, een fascinerende, magische en intieme opera. Stemmen lager dan de alt ontbreken en aan de enscenering werd veel geld besteed. De bezoekers werd afgeraden op het podium te komen, vanwege de vele bewegende onderdelen. Veel bekender is de Water Music die Händel componeerde voor een pleziertochtje van koning George I op de Theems. De kapel maakte muziek, terwijl de bootjes met het tij meedreven.

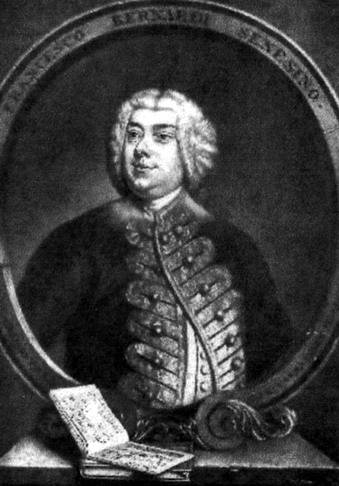
18e-eeuws portret van Senesino

Vervolgens werkte hij voor James Brydges, de hertog van Chandos, rijk geworden tijdens de Spaanse Successieoorlog. Händel schreef voor hem elf anthems (Chandos Anthems), toen hij de beschikking had over een goed koor. Acis and Galathea is een charmante en perfecte pastorale met humor en tragiek, destijds zijn meest uitgevoerde werk en uitermate geschikt om zijn muziek te leren kennen. Vele jaren later maakte Mozart een bewerking met blaasinstrumenten. Voor de Royal Academy of Music, een aristocratisch project voor de opvoering van Italiaanse opera's, opererend op basis van aandelen, reisde Händel in 1719 naar Dresden. Hij had opdracht om de beroemde castraat Senesino voor zo lang mogelijke tijd te contracteren. Händel bleef er enkele maanden en speelde voor de keurvorst van Saksen, August de Sterke en zijn zoon, Frederik August, die bijzonder in Italiaanse opera was geïnteresseerd. Hij bezocht de uitvoering van Teofane, een opera van Antonio Lotti, uitgevoerd ter gelegenheid van het huwelijk van de kroonprins. De Italiaanse zangers kwamen in het jaar daarop naar Londen.

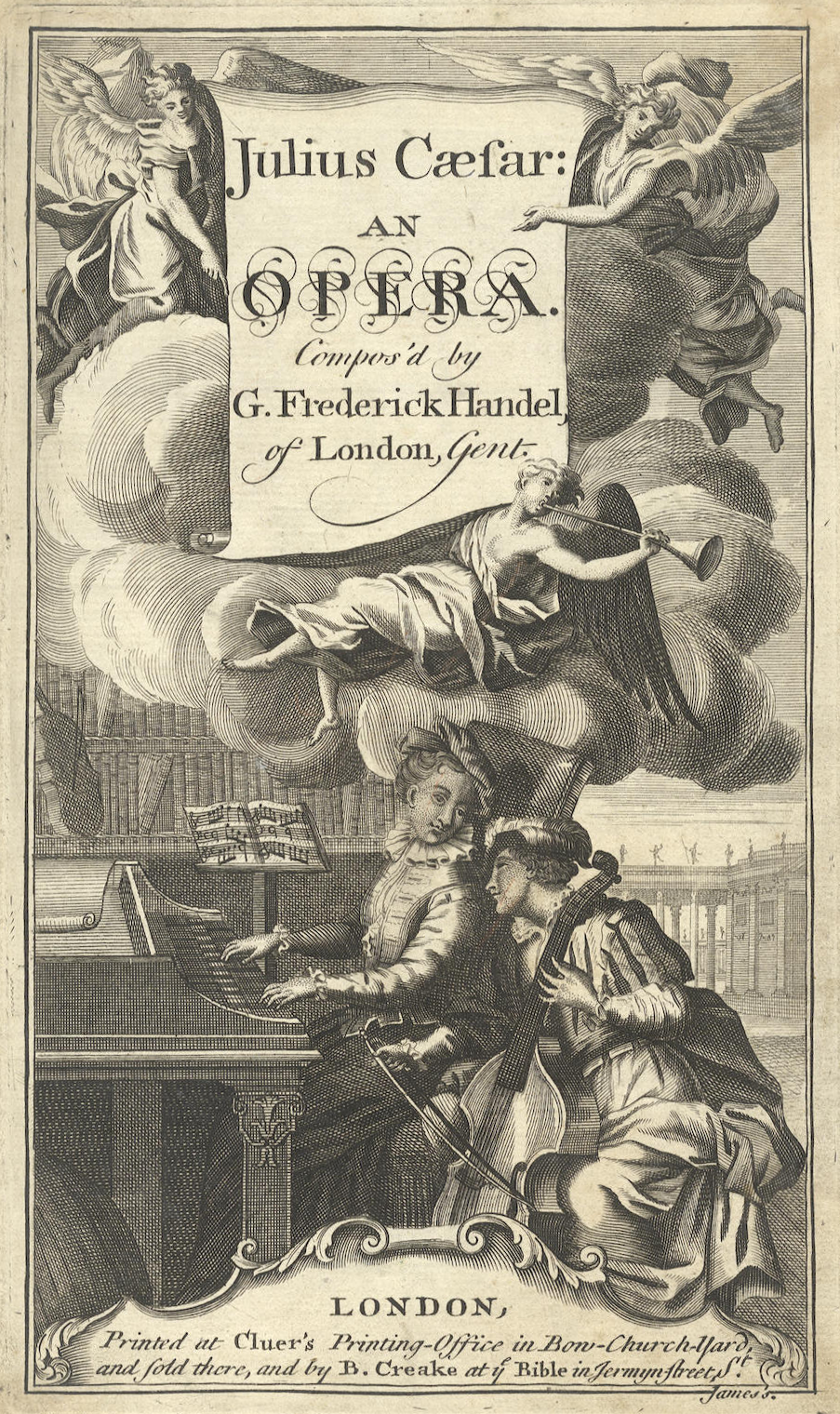
Julius Caesar, manuscript uit 1724

De zwaarbelaste Händel nam zijn jeugdvriend Johann Cristoph Schmidt en diens zoon in dienst. Händel werkte naar zijn hoogtepunt vanuit zijn nieuwe woning in Brook Street, gelegen in de chique wijk Mayfair, die hij in 1723 betrok. Händel stopte met het schrijven van cantates, gebaseerd op mythologische geschiedenissen en pastorale gedichten, bestemd voor rijke opdrachtgevers, die in privésfeer werden uitgevoerd. In 1724 schreef hij zijn beroemdste opera's, Giulio Cesare en Tamarlano, gebaseerd op amoureuze avonturen van Julius Caesar en Timoer Lenk. Ook de religieuze cantate Silete Venti en de opera Rodelinda, koningin van Lombardije uit 1725 behoren tot zijn beste werk. De meeste karakters in zijn opera's zijn psychologisch uitgewerkt; iedere partij heeft aria's in uiteenlopende gemoedsstemmingen, zoals verliefdheid, afwijzing, woede en jaloezie.
In 1727 werd Händel Engels staatsburger en gaf hij Anna van Hannover – zijn beste en trouwste leerling – muziek- en compositieles. Het jaar daarop ging de Academy failliet; de Italiaanse opera werd steeds minder populair. De Engelstalige The Beggar's Opera daarentegen was een groot succes. Prins Frederik steunde deze onderneming, hetgeen aanleiding gaf tot een ruzie met diens ouders en zus Anna.
Händel startte een nieuwe onderneming in Haymarket Theatre. Daarvoor reisde hij in 1729 naar Italië. Op de terugweg ontmoette hij tijdens een bezoek aan zijn zieke moeder in Halle, Wilhelm Friedemann Bach, die hem uitnodigde zijn vader, Johann Sebastian Bach, te bezoeken. Hij wees een treffen met Bach echter af. Terug in Engeland sloeg Händel een nieuwe weg in: hij bewerkte zijn eerste Engelstalige oratorium Esther, dat in 1731 op zijn verjaardag in besloten gezelschap werd opgevoerd. Anna van Hannover suggereerde Esther in het theater uit te voeren. Het bleek een succes en Händel investeerde de opbrengst in de South Sea Company. Toen hij plotseling de prijzen verdubbelde bij de opvoering van het Engelstalige oratorium Deborah protesteerden de abonnementhouders en drongen naar binnen. Händel moest bakzeil halen. Bij de première beschikte hij over honderd musici waaronder 25 zangers.

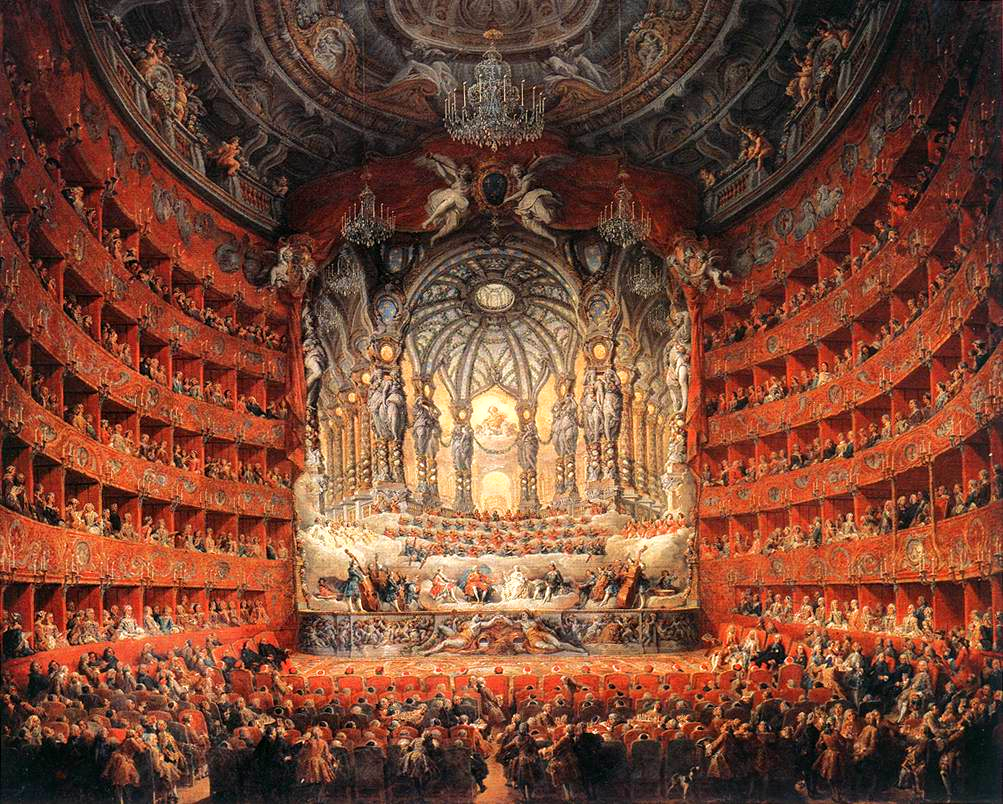
Enscenering van een opera, door Giovanni Paolo Pannini

Het lukte Händel niet te concurreren met de Opera of the Nobility die bijna al zijn zangers zoals de beroemde castraat Farinelli maar ook componisten als Hasse en Porpora had gecontracteerd. Händel kreeg een eredoctoraat in Oxford aangeboden, maar weigerde omdat hij het naar eigen zeggen te druk had. Ondertussen kreeg Händel veel kritiek zowel op zijn omgangsvormen, als ook op zijn uitvoeringen van Bijbelse taferelen op het toneel, en het inzetten van buitenlandse musici. Enkele opera's zoals Orlando op een libretto van Metastasio flopten niet echt, maar de kritiek nam toe en de winst bleef uit. Nadat het contract was afgelopen, begon Händel in 1734 aan zijn derde onderneming in Covent Garden. Uit deze periode stammen de succesvolle werken Alexander’s Feast, Ariodante en Alcina. In 1737 zat Händel geestelijk en lichamelijk in de put, nadat hij was getroffen door een beroerte, zodat hij nauwelijks kon spelen. Iedereen twijfelde of Händel ooit nog iets zou componeren. Händel reisde in 1740 naar het kuuroord Aken, zat urenlang in bad, en verbaasde het kurende publiek met zijn orgelspel. De barok als kunstvorm liep op zijn einde en zijn laatste opera Deidamia beleefde in 1741 slechts drie uitvoeringen. Händel compenseerde de teleurstellingen met veel drinken en lekker eten en er verschenen spotprenten, mogelijk ook vanwege zijn voorkeur voor harde muziek, ondersteund door trompetten, pauken en jachthoorns.

### Oratoria

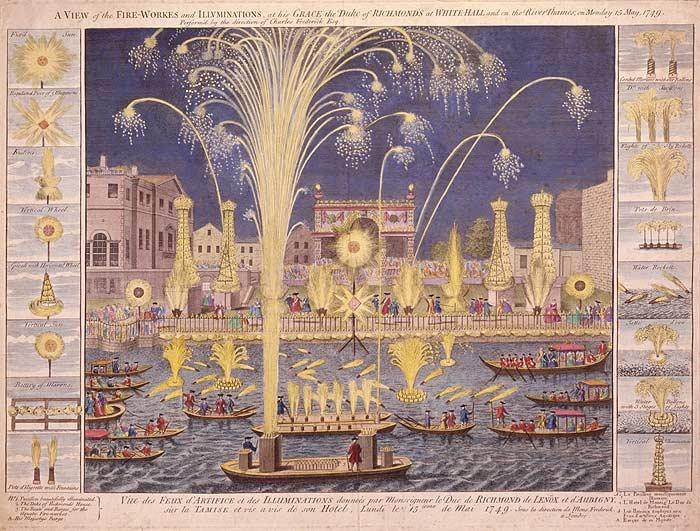
Aankondiging van een vuurwerk twee weken later, eveneens vanwege Vrede van Aken

Enkele jaren eerder was Händel begonnen met het uitvoeren van oratoria, zoals Deborah en Athalia met hulp van Italiaanse zangers. In 1739 componeerde hij twee nieuwe werken, sombere oratoria Saul en Israel in Egypt, maar dramatisch sterk. L'Allegro, il Penseroso ed il Moderato (1740) is weer een aantrekkelijk en lichtvoetig werk. Een van zijn bekendste en succesvolste oratoria is Messiah, dat op 13 april 1742 voor het eerst in Dublin werd uitgevoerd in een theater. De tekst, afkomstig uit de Bijbel, is van de Engelse grootgrondbezitter Charles Jennens, die in een conflict met deïsten wilde bewijzen dat de komst van Jezus was voorspeld in het Oude Testament. Jonathan Swift vond dat de titel moest worden aangevuld tot A sacred oratorio. De uitvoeringen hadden zo'n aanloop dat de dames werd verzocht niet in hoepelrok naar het theater te komen. Händel besloot zich uitsluitend op Engelstalige koormuziek te richten en nooit meer een opera te schrijven. Latere opvoeringen in het Foundling Hospital, een weeshuis voor vondelingen, bepaalden de Engelse roem van het werk. De prins van Wales was in 1750 zo onder de indruk van het Halleluja-koor dat hij opstond. In Angelsaksische landen is dit nog steeds de traditie.
Op het wereldlijk oratorium Semele (1744), gebaseerd op een verhaal uit de Griekse mythologie, met een naar de smaak van het publiek obscene driehoeksverhouding, kreeg Händel zo veel kritiek dat hij besloot geld terug te storten.
In 1745 ontmoette Händel Christoph Willibald Gluck en zijn reizende gezelschap. Händel had in eerste instantie niet veel op met zijn jonge collega. Toch moet hij onder de indruk zijn geraakt van hem. Ze gaven samen een benefietconcert, waarbij Händel uit oude oratoria putte en Gluck delen uitvoerde van een verloren gegane compositie.

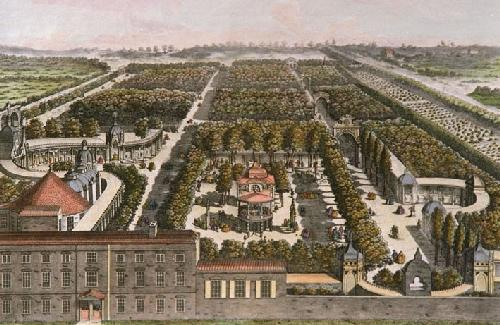
Gezicht op Vauxhall Gardens in 1751

Het hoogtepunt in het derde bedrijf van het muzikale drama Hercules (1745), gebaseerd op Sophocles en Ovidius, is de waanzinaria Where shall I fly, waarin alle compositorische regels aan de laars worden gelapt. Door ziekte van de alt bij de première werd haar partij voorgelezen door een verkouden bas. Na een pauze van slechts een week begon Händel aan het oratorium Belshazzar, dat bij de première nauwelijks publiek trok. Daarna volgde met meer succes een nieuw joods oratorium Judas Maccabeus (1746), volgens Romain Rolland een dankbaar project voor oratoriumverenigingen. Ter gelegenheid van de Vrede van Aken schreef Händel de Music for the Royal Fireworks, bestemd voor de opvoering in het Green Park. Ook de generale repetitie in Vauxhall Gardens was een succes. Vanwege de 12.000 bezoekers raakten de toevoerwegen over de Theems verstopt en vielen er drie doden. Een van de twaalf trompettisten bezweek aan de inspanning, die hij de voorafgaande dag had geleverd. Bij de uitvoering van Theodora (1750), een vroeg-christelijk verhaal over de vrouw van Constantius I Chlorus, die door de Romeinen gedwongen werd in een badhuis te werken, kreeg een tweetal musici vrijkaartjes. In de zaal was, volgens Händel, genoeg ruimte om te dansen. Het libretto zonder "happy ending", een bewerking van een laat en minder bekend boek door Robert Boyle, werd door Händel hoog geschat. Toen Händel begon met het geven van liefdadigheidsconcerten voor het Foundling Hospital, stonden ook bisschoppen in de rij. Voorheen had hij onder hun spervuur gelegen, omdat hij christelijke onderwerpen in het theater opvoerde.

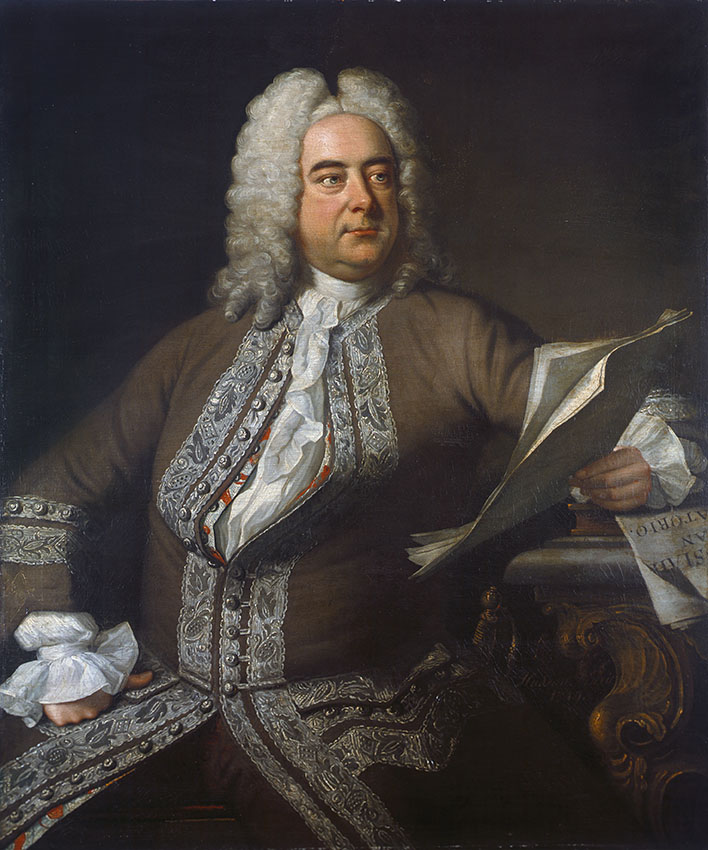
Portret van Georg Friedrich Händel uit 1748 door Thomas Hudson (1701–1779)

### Latere jaren
In 1750 reisde Händel voor de laatste keer naar Duitsland. Hij kreeg op de terugweg een ongeluk tussen Den Haag en Haarlem, waar hij waarschijnlijk – net als in 1740 – op het orgel van de Grote kerk had willen spelen. Terug in Engeland kocht Händel een landschap van Salomon van Ruysdael en een gezicht op de Rijn door Rembrandt. Händel had reeds werk van Canaletto en Watteau in zijn bezit. Hij correspondeerde met de oude Telemann en stuurde een kist exotische planten naar Hamburg.
In 1751, tijdens het schrijven van zijn laatste oratorium Jephta werd hij blind aan zijn linkeroog, waarop hij stopte met componeren. In 1752 lag hij onder het mes van een aantal chirurgen vanwege staar. In 1753 was Händel volkomen blind, ondanks dit gebrek bleef hij orgel spelen en dirigeren.

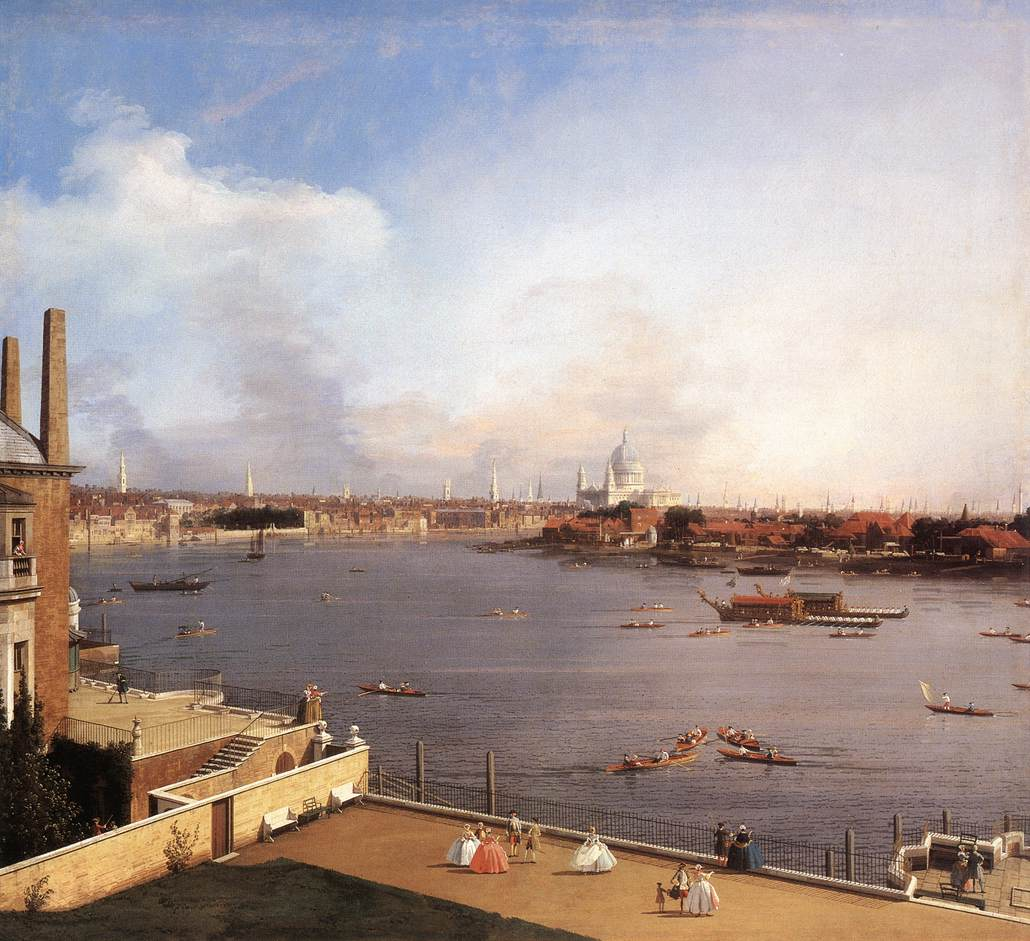
Londen in 1747 door Canaletto

Zijn fortuin schonk hij voor de helft weg aan een nicht in Gotha; enkele neven, een tante, zijn bedienden, een bevriende weduwe, zijn dokter kregen de rest. Het orgel schonk hij aan de theaterdirecteur John Rich, de librettist Charles Jennens kreeg twee portretten, een liefdadigheidsgesticht kreeg de partituur van de Messiah.
Op 6 april 1759 woonde de oude Händel in het Covent Garden Theatre in Londen de laatste uitvoering van dat seizoen van zijn Messiah bij. Daarna werd hij plotseling zwaar ziek. De sterke Händel stierf op Stille Zaterdag, 's morgens om acht uur. Hij werd op 20 april 1759 onder grote publieke belangstelling bijgezet in Westminster Abbey.

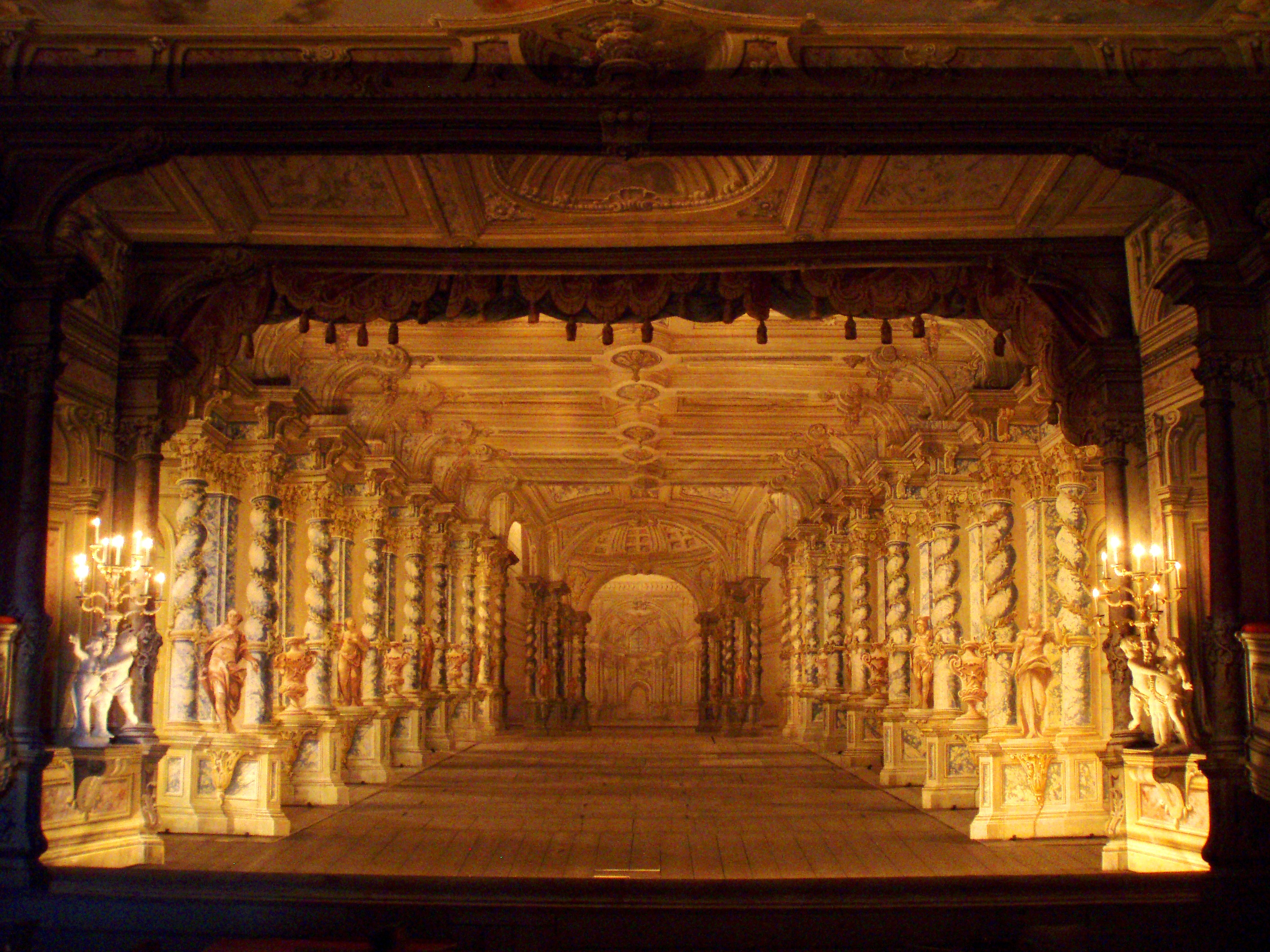
Baroque theater in Český Krumlov

## Werken
Veel werken verschenen tijdens zijn leven, soms zonder zijn goedkeuring, de zogenaamde roofdrukken, waarbij zijn naam werd misbruikt: dit pleit natuurlijk voor zijn grote populariteit.
Een van de oudste biografen van Händel, John Mainwaring, nam een lijst van werken op die naar zijn eigen zeggen onvolledig was:
A great quantity of Music, not mentioned in the Catalogue, was made in Italy and Germany. How much of it is yet in being, is not known. Two chests-full were left at HAMBURGH, beside some at HANOVER, and some at HALL.
("Een grote hoeveelheid muziek die niet in deze catalogus wordt vermeld, is in Italië en Duitsland gemaakt. Hoeveel er nog van bestaat, is onbekend. Twee kisten zijn in Hamburg gebleven, naast enkele in Hannover en enkele in Halle.")
Tussen 1787 en 1797 publiceerde Samuel Arnold een eerste uitgave van Händels werken, maar hij kon zijn werk niet voltooien als gevolg van een val van een trap. Een tweede poging is ondernomen door de English Handel Society, gesticht in 1843. De musicoloog Friedrich Chrysander heeft van 1856 tot 1894 in Leipzig gewerkt aan een Gesammtausgabe uitgegeven door de Händel-Gesellschaft in 93 delen en zes supplementen. Sinds 1955 verschijnt de Hallische Händel Ausgabe.
De musicoloog Otto Erich Deutsch, vooral bekend van zijn beschrijving van het oeuvre van Franz Schubert, vluchtte in 1939 naar Cambridge en schreef er een biografie van Händel aan de hand van een grote verzameling originele documenten. Pas vanaf het midden van de jaren 1950 zijn min of meer complete inventarissen gepubliceerd, te beginnen met een lijst van William Charles Smith in de 5de uitgave van Grove's Dictionary of Music and Musicians (1954). Van 1978 tot 1986 publiceerde Bernd Baselt zijn 3 volumes van het Händel-Handbuch en categoriseerde hij alle composities in het jaarboek Händel-Jahrbuch; deze genummerde lijst staat sindsdien bekend als de Händel-Werke-Verzeichnis. De biografie door Donald Burrows (2012) gebruikt deze nummering, organiseert de werken volgens een andere systematiek en voegt er nog enkele aan toe.
Admeto was in 1754 de laatste opera van Händel die op een podium werd opgevoerd. Pas vanaf 1920 kwamen zijn opera's weer op de speellijst, voor het eerst in Göttingen, waar jaarlijks een festival wordt georganiseerd.
Händel introduceerde diverse instrumenten voor de eerste keer: de viola d'amore en violetta marina (Orlando), de luit (Ode for St. Cecilia's Day), drie trombones (Saul), klarinetten of hoge cornetten (Tamerlano), teorbe, hoorn, lyrichord, contrafagot, viola da gamba, glockenspiel, kistorgel en harp (Gulio Cesare, Alexander's Feast).

## Schilderijencollectie
Händel beschikte over een uitgebreide schilderijencollectie, een aantal landkaarten en prenten die op 27–28 februari 1760 werd geveild. Vertegenwoordigd waren Pieter Angellis, Anthonie van Borssom, Jan Brueghel de Oude, Giovanni Antonio Canaletto, Annibale Carracci, Pietro da Cortona, Balthasar Denner, Willem van Diest, Nicolas Dorigny, Franz de Paula Ferg, Joseph Goupy, Jan Griffier (I), Jan van Goyen, Abraham Hondius, Horizonti, Cornelis Huysmans, George Lambert, Pietro Lucatelli, Théobald Michau, Pier Francesco Mola, Antonio Montingo Joos de Momper?, Giovanni Paolo Panini, Charles Parrocel, Giovanni Antonio Pellegrini, Cornelis van Poelenburch, Jan Porcellis, Nicolas Poussin, Rembrandt, Marco Ricci, Sebastiano Ricci, Rubens, Salomon van Ruysdael, Louis-François Roubiliac, Andrea del Sarto, Roelant Savery, Samuel Scott, Giovanni Niccolò Servandoni, Herman van Swanevelt, David Teniers, Peter Tillemans, Titiaan, Antoine Watteau en John Wootton.

## Lijsten met werken
- Lijst van opera's geschreven door G.F. Händel
- Lijst van oratoria geschreven door G.F. Händel
- Lijst van Italiaanse cantates door G.F. Händel

## Musea
In zijn eerste woonhuis in Londen is sinds 2001 het Handel House Museum gevestigd. Daarnaast is er ook het Händel-Haus in zijn geboortehuis in Halle en is een deel van de collectie van het Wilhelm-Friedemann-Bach-Haus in Halle eveneens aan hem gewijd.